# Кипарисовик туполистный
Кипари́совик туполи́стный (лат. Chamaecȳparis obtūsa) или хиноки — древесное растение, вид рода Кипарисовик (Chamaecyparis) семейства Кипарисовые (Cupressaceae).

## Ботаническое описание

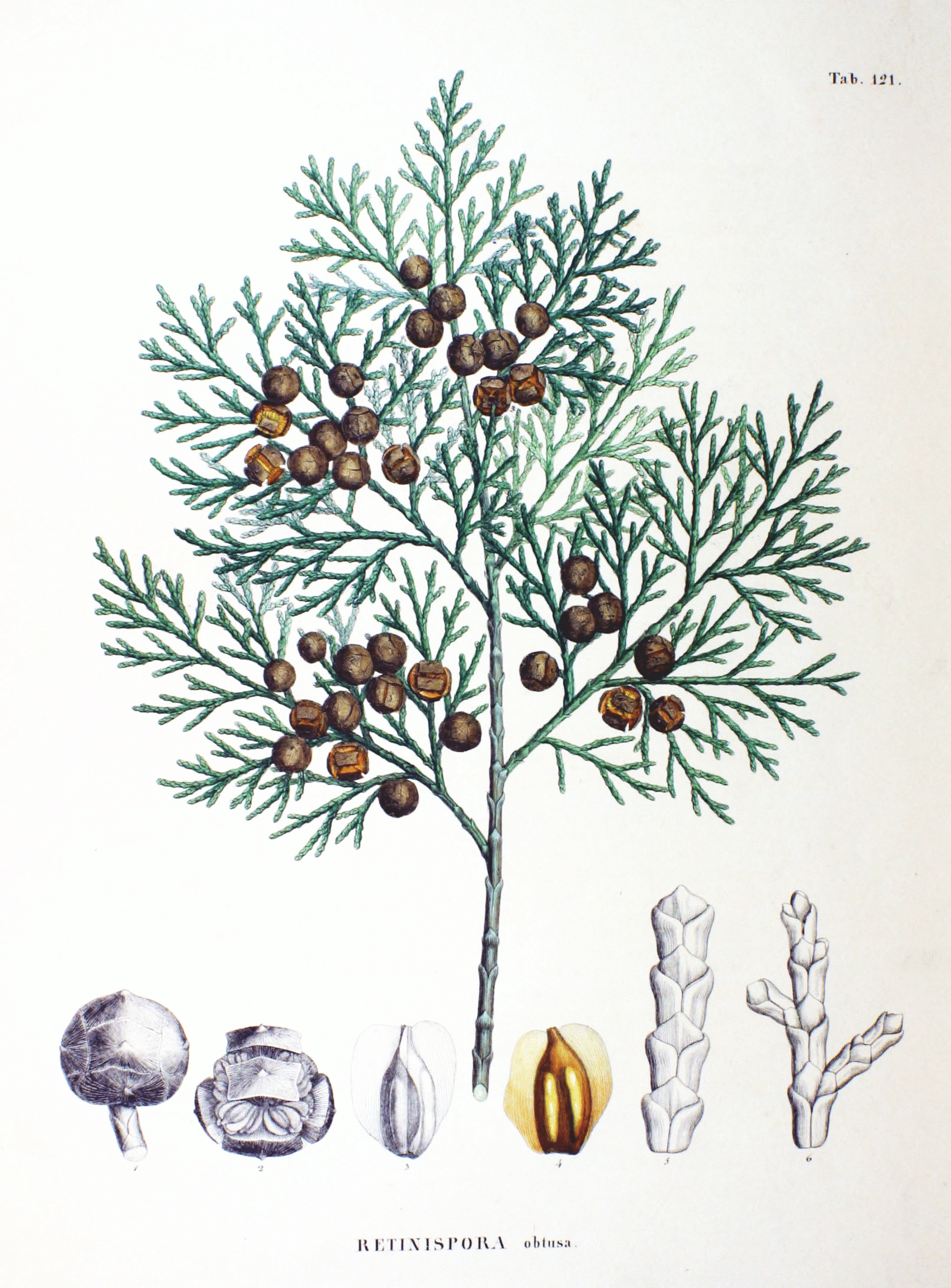
Кипарисовик туполистный. Ботаническая иллюстрация из книги «Flora Japonica», 1870

Дерево 25—30 (50) м высотой. Крона конусовидная, ветви отстоящие. Кора красно-коричневая, гладкая.
Листья тупые, прижатые, светло-зелёные.
Женские шишки шаровидные.

## Распространение
Эндемик Японских островов.

## В культуре
В Европе интродуцирована с 1861 г. В ботаническом саду Петра Великого в возрасте 12 лет представляет собой дерево 1,74 м высотой. Наилучшего развития достигает в районах с прохладным влажным летом и мягкой зимой, на богатых почвах и при хорошем освещении.

## Синонимика
- Chamaepeuce obtusa (Siebold & Zucc.) Zucc. ex Gordon (1862)
- Cupressus obtusa (Siebold & Zucc.) F.Muell. (1871)
- Retinispora obtusa Siebold & Zucc. (1844)basionym
- Thuja obtusa (Siebold & Zucc.) Mast. (1881), nom. illeg.[2]